# Sportmedizinischer Dienst der DDR

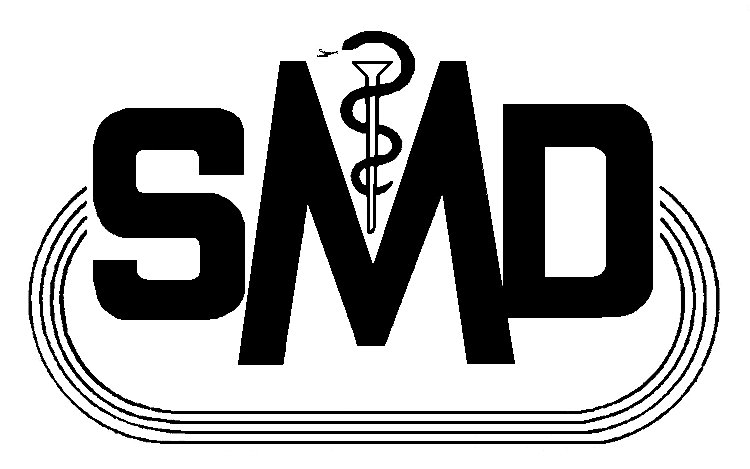
Logo des SMD

 Der Sportmedizinische Dienst (SMD) der DDR war ein staatlich geleitetes, flächendeckendes System der sportärztlichen Betreuung.
Der Sportmedizinische Dienst war zuständig für das staatlich verordnete Zwangsdoping im DDR-Leistungssport.

## Geschichte
Die sportmedizinische Betreuung in der DDR von der anfänglich ehrenamtlichen sportärztlichen Versorgung für alle Sporttreibenden bis zur umfassenden sportmedizinischen Betreuung der Hochleistungssportler vollzog sich mit der Bildung des SMD ab 1963 unter zentraler Leitung. Mit der angestrebten und letztlich erreichten Weltgeltung der DDR im internationalen Sport, insbesondere bei den Olympischen Spielen, erhielt die leistungssportliche Aufgabenstellung im SMD absolute Priorität. Zuletzt waren mehr als zwei Drittel der 1800 Mitarbeiter des SMD mit diesen Aufgaben befasst. Außerdem existierten in den Bezirken und Kreisen der DDR sportärztliche Beratungsstellen, die von Ärzten mit der Qualifikation „Sportarzt“ oder „Facharzt für Sportmedizin“ geleitet wurden. Im ersten Entwurf des Einigungsvertrages war eine Passage zur Erhaltung des SMD enthalten, der die Finanzminister der Länder widersprachen. Der SMD wurde am 31. Dezember 1990 aufgelöst.

## Struktur und Aufgaben

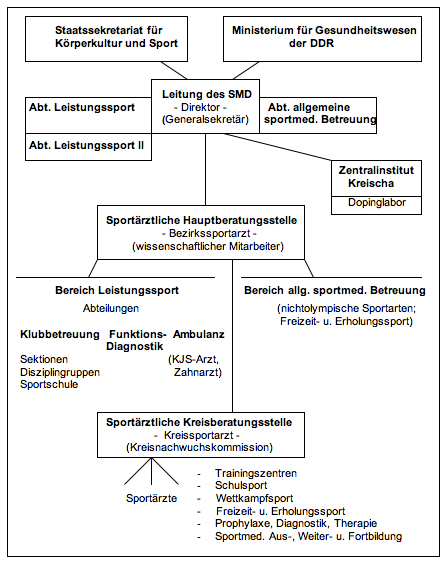
Struktur des SMD der DDR

Ziel war die Realisierung eines Hausarztsystems durch den SMD, wobei sich der Sportler jederzeit an seinen zuständigen Sportarzt wenden konnte, der auch gehalten war, regelmäßig im Training zu hospitieren und dort Einfluss auf die Trainingsgestaltung zu nehmen.
Jedem Bereich des SMD wurden im System des Leistungssports der DDR klare Verantwortlichkeiten zugewiesen. Den Kreissportärzten oblag vor allem die umfassende Betreuung der in den Trainingszentren aufgenommenen Nachwuchssportler, die in einem lückenlosen Auswahlverfahren in den jeweiligen Schulklassenstufen ausgesucht worden waren. Es konnten daneben je nach regionaler Gegebenheit und Interessenlage Aufgaben im breitensportlichen Bereich, in der Sporttherapie, im Behindertensport wie auch in der sportmedizinischen Lehre wahrgenommen werden. Solche Aktivitäten wurden allerdings als nachrangig angesehen und hatten hinter den Aufgaben der leistungssportlichen Betreuung zurückzustehen.
Die Sportvereinigung Dynamo als Institution der Ministerien des Innern und für Staatssicherheit sowie der Zollverwaltung der DDR baute neben einer eigenen sportärztlichen Hauptberatungsstelle im Ostberliner Sportforum nach dem Beispiel des SMD ein gesondertes sportärztliches Betreuungssystem bis in die Bezirksebene auf.
Die Armeesportvereinigung Vorwärts unterhielt sportmedizinische Abteilungen bei den Armeesportklubs (ASK) in Rostock, Frankfurt (Oder), Potsdam, Leipzig und Oberhof. Verbands-, Mannschafts-, Sektions- und Disziplingruppenärzte aus allen diesen Einrichtungen nahmen die spezifischen Aufgaben in den Sportverbänden bzw. deren Ärztekommissionen wahr.
Das seit 1961 von der Gesellschaft für Sportmedizin der DDR publizierte Fachorgan „Medizin und Sport“ firmierte ab 3/1969 unter der primären Herausgabe des SMD.
Außer der Betreuung von Leistungssportlern oblag dem SMD auch die Beurteilung der Befreiung vom obligatorischen Sport in den Schulen und Lehranstalten der DDR (bei mehr als vier Wochen Dauer).
1990 waren im SMD rund 1800 Mitarbeiter angestellt, davon ca. 350 Fachärzte für Sportmedizin. Das waren knapp 0,4 Prozent der im Gesundheits- und Sozialwesen der DDR insgesamt beschäftigten 500.000 Mitarbeiter.

## Zwangsdoping-System
Das größter Geheimhaltung unterliegende staatlich verordnete Zwangsdoping im DDR-Leistungssport unter Mitwirkung von Ärzten des SMD gab bis zum Jahr 2000 Veranlassung zu umfangreichen Ermittlungen, Strafverfolgungen und Verurteilungen von Trainern, Funktionären und Ärzten. Vom sportmedizinischen Dienst wurden Anabolika in die ganze DDR verteilt. 1990 wurden die Bestände entsorgt. Manfred Höppner, von 1967 bis 1990 stellvertretender Direktor des Sportmedizinischen Dienstes, unter dessen Leitung minderjährige Sportler trotz bekannter Gesundheitsrisiken hormonelle Dopingmittel wie Oral-Turinabol auch gegen ihren Willen und ohne ihr Wissen erhielten, wurde im Jahr 2000 wegen Beihilfe zur Körperverletzung in zwanzig Fällen zu einer Freiheitsstrafe von 18 Monaten auf Bewährung verurteilt.
Dem SMD unterstand auch das „Zentralinstitut mit Rehabilitationszentrum und Dopingkontrolllabor“ in Kreischa. In dieser zentralen Testeinrichtung, die jeder DDR-Sportler vor internationalen Wettkämpfen zu durchlaufen hatte, wurde abgesichert, dass die gedopten Sportler nicht auffielen, also bei späteren internationalen Dopingkontrollen negativ sein würden. Dietrich Behrendt, ehemaliger stellvertretender Leiter des Doping-Kontrolllabors in Kreischa sagte „…dass dieses Labor 1977 nicht mit dem Ziel gegründet wurde, um Doping zu bekämpfen, sondern um Doping zu ermöglichen. Die Ausreisekontrollen dienten dazu, dass das vorher stattgefundene Anabolikadoping nicht entdeckt werden konnte.“